# Chvalín (Malšín)
Chvalín (německy Kalling) je zaniklá vesnice v okrese Český Krumlov v Jihočeském kraji. Stávala dva kilometry severovýchodně od Malšína v katastrálním území Šafléřov.

## Název
Název vesnice byl pomocí přivlastňovací přípony odvozen z osobního jména Chvála ve významu Chválův dvůr. V historických pramenech se jméno vsi objevuje ve tvarech: Chwalin (1372, 1380), Khalling (1598), Kallyng (1654), Kalling (1789) a Kalling nebo Kolling (1841).

## Historie
První písemná zmínka o vesnici pochází z roku 1372.

## Obyvatelstvo
|           | 1869 | 1880 | 1890 | 1900 | 1910 | 1921 | 1930 | 1950 |
| --------- | ---- | ---- | ---- | ---- | ---- | ---- | ---- | ---- |
| Obyvatelé | 82   | 77   | 76   | 70   | 72   | 66   | 67   | 41   |
| Domy      | 8    | 10   | 11   | 11   | 11   | 11   | 11   | 10   |

## Obecní správa
Při sčítání lidu v letech 1869–1930 byl Chvalín osadou obce Běleň v okrese Kaplice. Roku 1950 byl uveden jako osada obce Ostrov. V roce 1953 byla osada připojena k Malšínu.